# Risco na gravidez
Risco na gravidez é o nome que se dá para a divisão dos estudos efetuados sobre grávidas, que classifica o risco do uso dos medicamentos. Essa classificação foi efetuada pela FDA.

## Classificação[1][2]

### Risco
Sem evidência de riscos em mulheres no 1°, 2° e 3° trimestre de gravidez.

### Risco B
Estudos em animais não apresentaram nenhum risco, embora o estudo em mulheres não tenha sido efetuado. Nesta categoria os medicamentos devem ser prescritos com cautela.

### Risco C
O medicamento não apresenta estudos em mulheres. Em animais ocorreram efeitos adversos no embrião, tais como alterações teratogênicas.

### Risco D
Nesta categoria existe risco em fetos humanos. Só deve ser utilizado o medicamento em último caso.

### Risco X
Os estudos demonstram alterações fetais em animais e humanos. O risco é muito maior que um potencial benefício na utilização do medicamento.